# Pablo Piatti
Pablo Daniel Piatti (ur. 31 marca 1989 w La Carlota) – argentyński piłkarz grający na pozycji lewego pomocnika lub napastnika w hiszpańskim klubie Elche.
Oprócz argentyńskiego posiada także włoskie obywatelstwo.

## Kariera klubowa
Urodził się w prowincji Córdoba. Wychowywał się w klubie Estudiantes La Plata i w 2006 roku awansował do kadry pierwszego zespołu, prowadzonego przez Diego Simeone. W argentyńskiej Primera Division zadebiutował 18 listopada w wygranym 2:1 wyjazdowym meczu z Newell’s Old Boys i w debiucie zdobył zwycięskiego gola dla swojej drużyny. Dzięki temu trafieniu przyczynił się do wywalczenia przez Estudiantes mistrzostwa fazy Apertura. W fazie Clausura 2007 był już podstawowym zawodnikiem "Los Pincharratas" i stworzył linię pomocy z José Luisem Calderónem, Juanem Sebastiánem Verónem i José Ernesto Sosą. Na koniec sezonu wywalczył wicemistrzostwo Argentyny. W sezonie 2007/2008 strzelił 8 goli w lidze.
W lipcu 2008 roku został sprzedany za 7 milionów euro do hiszpańskiej Almerii. W jej barwach zadebiutował 31 sierpnia w wygranym 3:1 meczu z Athletic Bilbao. W spotkaniach z Valencią (2:2), Realem Madryt (1:1) i Villarrealem (1:2) zdobywał gole.
W sierpniu 2011 roku za 5,5 mln euro przeszedł do Valencii.
| Sezon   | Klub                 | Kraj      | Rozgrywki        | Mecze | Bramki |
| ------- | -------------------- | --------- | ---------------- | ----- | ------ |
| 2006/07 | Estudiantes La Plata | Argentyna | Primera División | 17    | 5      |
| 2007/08 | Estudiantes La Plata | Argentyna | Primera División | 32    | 8      |
| 2008/09 | UD Almería           | Hiszpania | Primera División | 31    | 5      |
| 2009/10 | UD Almería           | Hiszpania | Primera División | 33    | 7      |
| 2010/11 | UD Almería           | Hiszpania | Primera División | 35    | 8      |
| 2011/12 | Valencia CF          | Hiszpania | Primera División | 30    | 2      |
| 2012/13 | Valencia CF          | Hiszpania | Primera División | 14    | 1      |
| 2013/14 | Valencia CF          | Hiszpania | Primera División | 17    | 5      |
| 2014/15 | Valencia CF          | Hiszpania | Primera División | 28    | 7      |
| 2015/16 | Valencia CF          | Hiszpania | Primera División | 21    | 0      |
| 2016/17 | RCD Espanyol         | Hiszpania | Primera División | 30    | 10     |
| 2017/18 | RCD Espanyol         | Hiszpania | Primera División | 30    | 2      |
| 2018/19 | RCD Espanyol         | Hiszpania | Primera División | 20    | 1      |

## Kariera reprezentacyjna
W 2007 roku został powołany przez selekcjonera Hugo Tocallego do reprezentacji Argentyny U-20 na Mistrzostwa Świata U-20 w Kanadzie. Tam był podstawowym zawodnikiem Argentyny i najmłodszym członkiem kadry. Wywalczył z nią młodzieżowe mistrzostwo świata.